# (4962) Вечёрка
(4962) Вечёрка (лат. Vecherka) — типичный астероид главного пояса, открыт 1 октября 1973 года советским астрономом Тамарой Смирновой в Крымской астрофизической обсерватории и 14 декабря 1997 года назван в честь газеты «Вечерний Петербург».

## Обнаружение и именование
(4962) Вечёрка
Открыт 1 октября 1973 года в Научном Т. М. Смирновой.
Назван в честь популярной санкт-петербургской вечерней газеты «Вечерний Петербург». Газета регулярно публикует астрономическую информацию и статьи, популяризирующие астрономические знания. Название предложено Институтом теоретической астрономии (ИТА).
Оригинальный текст (англ.)4962 Vecherka
Discovered 1973-10-01 by Smirnova, T. M. at Nauchnyj.
Named for the popular St. Petersburg evening newspaper Vechernij Peterburg. The newspaper regularly publishes astronomical information and articles popularizing astronomical knowledge. Name proposed by the Institute of Theoretical Astronomy (ITA).
Источники: DISCOVERY.DB; M.P.C. 31023.

## Физические характеристики
Астероид относится к таксономическому классу S.
По результатам наблюдений в видимом и ближнем инфракрасном диапазоне космического телескопа NEOWISE диаметр астероида оценивался равным 9,951±0,201 км, 8,54±0,59 км и 9,62±2,43 км. Согласно тем же источникам альбедо оценивается как 0,2102±0,0377, 0,349±0,170, 0,21±0,11 и 0,210±0,038.